# Sender Kirchheim/Schwaben
Der Sender Kirchheim/Schwaben war eine 1950 in Betrieb genommene Einrichtung des Bayerischen Rundfunks zur Verbreitung eines Radioprogramms auf der Mittelwellenfrequenz 1602 kHz mit einer Sendeleistung von 20 kW in Kirchheim in Schwaben und war nur nachts in Betrieb. Der Sender verwendete als Sendeantenne einen 108 Meter hohen, gegen Erde isolierten selbststrahlenden Stahlfachwerkmast mit quadratischem Querschnitt. Der Sender Kirchheim/Schwaben wurde 1969 stillgelegt. Die Sendeanlage befand sich auf einer Anhöhe, etwa 700 m östlich vom Ortsrand. An der Stelle der ehemaligen Sendeanlage befindet sich seit 1970 eine Fabrik. Nur der Name „Senderweg“ für die Zufahrtsstraße erinnert heute noch an die Sendeanlage.